# Llista d'asteroides/74801–74900
| Nom          | Designació provisional | Data de descobriment | Lloc de descobriment | Descobridor/s                    |
| ------------ | ---------------------- | -------------------- | -------------------- | -------------------------------- |
| 74801 -      | 1999 SN18              | 30 de setembre, 1999 | Socorro              | LINEAR                           |
| 74802 -      | 1999 SX19              | 30 de setembre, 1999 | Socorro              | LINEAR                           |
| 74803 -      | 1999 SE22              | 21 de setembre, 1999 | Anderson Mesa        | LONEOS                           |
| 74804 -      | 1999 SZ26              | 30 de setembre, 1999 | Kitt Peak            | Spacewatch                       |
| 74805 -      | 1999 TF                | 2 d'octubre, 1999    | Kleť                 | Kleť                             |
| 74806 -      | 1999 TT                | 1 d'octubre, 1999    | Višnjan Observatory  | K. Korlević                      |
| 74807 -      | 1999 TV                | 1 d'octubre, 1999    | Višnjan Observatory  | K. Korlević                      |
| 74808 -      | 1999 TW1               | 1 d'octubre, 1999    | Višnjan Observatory  | K. Korlević                      |
| 74809 -      | 1999 TE2               | 2 d'octubre, 1999    | Fountain Hills       | C. W. Juels                      |
| 74810 -      | 1999 TS4               | 4 d'octubre, 1999    | Socorro              | LINEAR                           |
| 74811 -      | 1999 TH5               | 1 d'octubre, 1999    | Farpoint             | G. Hug                           |
| 74812 -      | 1999 TN5               | 1 d'octubre, 1999    | Višnjan Observatory  | K. Korlević, M. Jurić            |
| 74813 -      | 1999 TB7               | 6 d'octubre, 1999    | Višnjan Observatory  | K. Korlević, M. Jurić            |
| 74814 -      | 1999 TD8               | 5 d'octubre, 1999    | Fountain Hills       | C. W. Juels                      |
| 74815 -      | 1999 TG8               | 7 d'octubre, 1999    | Fountain Hills       | C. W. Juels                      |
| 74816 -      | 1999 TX8               | 1 d'octubre, 1999    | Farra d'Isonzo       | Farra d'Isonzo                   |
| 74817 -      | 1999 TZ8               | 6 d'octubre, 1999    | Farra d'Isonzo       | Farra d'Isonzo                   |
| 74818 -      | 1999 TW10              | 7 d'octubre, 1999    | Gnosca               | S. Sposetti                      |
| 74819 -      | 1999 TG11              | 9 d'octubre, 1999    | Fountain Hills       | C. W. Juels                      |
| 74820 -      | 1999 TN11              | 7 d'octubre, 1999    | Siding Spring        | R. H. McNaught                   |
| 74821 -      | 1999 TP13              | 10 d'octubre, 1999   | Črni Vrh             | Črni Vrh                         |
| 74822 -      | 1999 TA15              | 12 d'octubre, 1999   | Fountain Hills       | C. W. Juels                      |
| 74823 -      | 1999 TD15              | 10 d'octubre, 1999   | Gekko                | T. Kagawa                        |
| 74824 Tarter | 1999 TJ16              | 12 d'octubre, 1999   | Fountain Hills       | C. W. Juels                      |
| 74825 -      | 1999 TE17              | 15 d'octubre, 1999   | Višnjan Observatory  | K. Korlević                      |
| 74826 -      | 1999 TN17              | 13 d'octubre, 1999   | Modra                | A. Galád, P. Kolény              |
| 74827 -      | 1999 TW17              | 4 d'octubre, 1999    | Xinglong             | BAO Schmidt CCD Asteroid Program |
| 74828 -      | 1999 TB21              | 7 d'octubre, 1999    | Goodricke-Pigott     | R. A. Tucker                     |
| 74829 -      | 1999 TR21              | 2 d'octubre, 1999    | Kitt Peak            | Spacewatch                       |
| 74830 -      | 1999 TX22              | 3 d'octubre, 1999    | Kitt Peak            | Spacewatch                       |
| 74831 -      | 1999 TU25              | 3 d'octubre, 1999    | Socorro              | LINEAR                           |
| 74832 -      | 1999 TH26              | 3 d'octubre, 1999    | Socorro              | LINEAR                           |
| 74833 -      | 1999 TZ26              | 3 d'octubre, 1999    | Socorro              | LINEAR                           |
| 74834 -      | 1999 TN30              | 4 d'octubre, 1999    | Socorro              | LINEAR                           |
| 74835 -      | 1999 TW30              | 4 d'octubre, 1999    | Socorro              | LINEAR                           |
| 74836 -      | 1999 TS31              | 4 d'octubre, 1999    | Socorro              | LINEAR                           |
| 74837 -      | 1999 TD33              | 4 d'octubre, 1999    | Socorro              | LINEAR                           |
| 74838 -      | 1999 TK34              | 3 d'octubre, 1999    | Catalina             | CSS                              |
| 74839 -      | 1999 TZ34              | 3 d'octubre, 1999    | Socorro              | LINEAR                           |
| 74840 -      | 1999 TW35              | 6 d'octubre, 1999    | Socorro              | LINEAR                           |
| 74841 -      | 1999 TH36              | 11 d'octubre, 1999   | Anderson Mesa        | LONEOS                           |
| 74842 -      | 1999 TS38              | 1 d'octubre, 1999    | Catalina             | CSS                              |
| 74843 -      | 1999 TB39              | 3 d'octubre, 1999    | Catalina             | CSS                              |
| 74844 -      | 1999 TV39              | 3 d'octubre, 1999    | Catalina             | CSS                              |
| 74845 -      | 1999 TP40              | 5 d'octubre, 1999    | Catalina             | CSS                              |
| 74846 -      | 1999 TO41              | 2 d'octubre, 1999    | Kitt Peak            | Spacewatch                       |
| 74847 -      | 1999 TE49              | 4 d'octubre, 1999    | Kitt Peak            | Spacewatch                       |
| 74848 -      | 1999 TS49              | 4 d'octubre, 1999    | Kitt Peak            | Spacewatch                       |
| 74849 -      | 1999 TP51              | 4 d'octubre, 1999    | Kitt Peak            | Spacewatch                       |
| 74850 -      | 1999 TO63              | 7 d'octubre, 1999    | Kitt Peak            | Spacewatch                       |
| 74851 -      | 1999 TL65              | 8 d'octubre, 1999    | Kitt Peak            | Spacewatch                       |
| 74852 -      | 1999 TV65              | 8 d'octubre, 1999    | Kitt Peak            | Spacewatch                       |
| 74853 -      | 1999 TW73              | 10 d'octubre, 1999   | Kitt Peak            | Spacewatch                       |
| 74854 -      | 1999 TT78              | 11 d'octubre, 1999   | Kitt Peak            | Spacewatch                       |
| 74855 -      | 1999 TR87              | 15 d'octubre, 1999   | Kitt Peak            | Spacewatch                       |
| 74856 -      | 1999 TN88              | 2 d'octubre, 1999    | Socorro              | LINEAR                           |
| 74857 -      | 1999 TT88              | 2 d'octubre, 1999    | Socorro              | LINEAR                           |
| 74858 -      | 1999 TU88              | 2 d'octubre, 1999    | Socorro              | LINEAR                           |
| 74859 -      | 1999 TW89              | 2 d'octubre, 1999    | Socorro              | LINEAR                           |
| 74860 -      | 1999 TZ89              | 2 d'octubre, 1999    | Socorro              | LINEAR                           |
| 74861 -      | 1999 TW90              | 2 d'octubre, 1999    | Socorro              | LINEAR                           |
| 74862 -      | 1999 TB91              | 2 d'octubre, 1999    | Socorro              | LINEAR                           |
| 74863 -      | 1999 TC91              | 2 d'octubre, 1999    | Socorro              | LINEAR                           |
| 74864 -      | 1999 TF91              | 2 d'octubre, 1999    | Socorro              | LINEAR                           |
| 74865 -      | 1999 TG91              | 2 d'octubre, 1999    | Socorro              | LINEAR                           |
| 74866 -      | 1999 TA93              | 2 d'octubre, 1999    | Socorro              | LINEAR                           |
| 74867 -      | 1999 TB93              | 2 d'octubre, 1999    | Socorro              | LINEAR                           |
| 74868 -      | 1999 TC93              | 2 d'octubre, 1999    | Socorro              | LINEAR                           |
| 74869 -      | 1999 TN94              | 2 d'octubre, 1999    | Socorro              | LINEAR                           |
| 74870 -      | 1999 TJ96              | 2 d'octubre, 1999    | Socorro              | LINEAR                           |
| 74871 -      | 1999 TT97              | 2 d'octubre, 1999    | Socorro              | LINEAR                           |
| 74872 -      | 1999 TC98              | 2 d'octubre, 1999    | Socorro              | LINEAR                           |
| 74873 -      | 1999 TO98              | 2 d'octubre, 1999    | Socorro              | LINEAR                           |
| 74874 -      | 1999 TA99              | 2 d'octubre, 1999    | Socorro              | LINEAR                           |
| 74875 -      | 1999 TH100             | 2 d'octubre, 1999    | Socorro              | LINEAR                           |
| 74876 -      | 1999 TN103             | 3 d'octubre, 1999    | Socorro              | LINEAR                           |
| 74877 -      | 1999 TU103             | 3 d'octubre, 1999    | Socorro              | LINEAR                           |
| 74878 -      | 1999 TK104             | 3 d'octubre, 1999    | Socorro              | LINEAR                           |
| 74879 -      | 1999 TP104             | 3 d'octubre, 1999    | Socorro              | LINEAR                           |
| 74880 -      | 1999 TY104             | 3 d'octubre, 1999    | Socorro              | LINEAR                           |
| 74881 -      | 1999 TE105             | 3 d'octubre, 1999    | Socorro              | LINEAR                           |
| 74882 -      | 1999 TV105             | 3 d'octubre, 1999    | Socorro              | LINEAR                           |
| 74883 -      | 1999 TC108             | 4 d'octubre, 1999    | Socorro              | LINEAR                           |
| 74884 -      | 1999 TM109             | 4 d'octubre, 1999    | Socorro              | LINEAR                           |
| 74885 -      | 1999 TY110             | 4 d'octubre, 1999    | Socorro              | LINEAR                           |
| 74886 -      | 1999 TA113             | 4 d'octubre, 1999    | Socorro              | LINEAR                           |
| 74887 -      | 1999 TE113             | 4 d'octubre, 1999    | Socorro              | LINEAR                           |
| 74888 -      | 1999 TG115             | 4 d'octubre, 1999    | Socorro              | LINEAR                           |
| 74889 -      | 1999 TU116             | 4 d'octubre, 1999    | Socorro              | LINEAR                           |
| 74890 -      | 1999 TW116             | 4 d'octubre, 1999    | Socorro              | LINEAR                           |
| 74891 -      | 1999 TZ116             | 4 d'octubre, 1999    | Socorro              | LINEAR                           |
| 74892 -      | 1999 TQ118             | 4 d'octubre, 1999    | Socorro              | LINEAR                           |
| 74893 -      | 1999 TX118             | 4 d'octubre, 1999    | Socorro              | LINEAR                           |
| 74894 -      | 1999 TB119             | 4 d'octubre, 1999    | Socorro              | LINEAR                           |
| 74895 -      | 1999 TL120             | 4 d'octubre, 1999    | Socorro              | LINEAR                           |
| 74896 -      | 1999 TO121             | 4 d'octubre, 1999    | Socorro              | LINEAR                           |
| 74897 -      | 1999 TN122             | 4 d'octubre, 1999    | Socorro              | LINEAR                           |
| 74898 -      | 1999 TL123             | 4 d'octubre, 1999    | Socorro              | LINEAR                           |
| 74899 -      | 1999 TQ123             | 4 d'octubre, 1999    | Socorro              | LINEAR                           |
| 74900 -      | 1999 TO124             | 4 d'octubre, 1999    | Socorro              | LINEAR                           |